# Queen + Adam Lambert 2015 European Tour
Queen + Adam Lambert 2015 European Tour – trzecia trasa koncertowa Queen + Adam Lambert, która odbyła się w 2015 w Europie. Obejmowała dwadzieścia siedem koncertów.

## Program koncertów
1. „One Vision”
2. „Stone Cold Crazy”
3. „Another One Bites the Dust”
4. „Fat Bottomed Girls”
5. „In the Lap of the Gods”
6. „Seven Seas of Rhye”
7. „Killer Queen”
8. „I Want to Break Free”
9. „Somebody To Love”
10. „Love of My Life”
11. „’39”
12. „These Are the Days of Our Lives”
13. „A Kind Of Magic”
14. Bass Solo
15. Drum Battle
16. „Under Pressure”
17. „Save Me”
18. „Who Wants to Live Forever”
19. Guitar Solo
20. „Last Horizon”
21. „Tie Your Mother Down”
22. Wokalna improwizacja
23. „I Want It All”
24. „Radio Ga Ga”
25. „Crazy Little Thing Called Love”
26. „Bohemian Rhapsody”
27. „We Will Rock You”
28. „We Are the Champions”
29. „God Save the Queen”

Rzadziej grane:
1. „Don’t Stop Me Now”
2. „Dragon Attack” (Kraków i Wembley)
3. „The Show Must Go On”
4. „Maybe It’s Beacuse I'm A Londoner” (Londyn)
5. „Plaisir d’Amour” (Paryż)
6. „I (Who Have Nothing)” (Mediolan)
7. „You've Got To Hide Your Love Away” (Liverpool)

## Lista koncertów
1. 31 grudnia 2014 – Londyn, Anglia – Centre Hall
2. 13 stycznia 2015 – Newcastle, Anglia – Newcastle Arena
3. 14 stycznia 2015 – Glasgow, Szkocja – Hydro
4. 17 stycznia 2015 – Londyn, Anglia – O2 Arena
5. 18 stycznia 2015 – Londyn, Anglia – O2 Arena
6. 20 stycznia 2015 – Leeds, Anglia – Leeds Arena
7. 21 stycznia 2015 – Manchester, Anglia – Manchester Arena
8. 23 stycznia 2015 – Birmingham, Anglia – National Indoor Arena
9. 24 stycznia 2015 – Nottingham, Anglia – Nottingham Arena
10. 26 stycznia 2015 – Paryż, Francja – Le Zénith
11. 29 stycznia 2015 – Kolonia, Niemcy – Lanxess Arena
12. 30 stycznia 2015 – Amsterdam, Holandia – Ziggo Dome
13. 1 lutego 2015 – Wiedeń, Austria – Wiener Stadthalle
14. 2 lutego 2015 – Monachium, Niemcy – Olympiahalle
15. 4 lutego 2015 – Berlin, Niemcy – O2 World
16. 5 lutego 2015 – Hamburg, Niemcy – O2
17. 7 lutego 2015 – Frankfurt, Niemcy – Festhalle
18. 8 lutego 2015 – Bruksela, Belgia – Palais 12 (odwołany z powodu zapalenia oskrzeli Adama Lamberta)
19. 10 lutego 2015 – Mediolan, Włochy – Mediolanum Forum
20. 13 lutego 2015 – Stuttgart, Niemcy – Schleyerhalle
21. 15 lutego 2015 – Herning, Dania – Jyske Bank Boxen
22. 17 lutego 2015 – Praga, Czechy – O2 Arena
23. 19 lutego 2015 – Zurych, Szwajcaria – Hallenstadion
24. 21 lutego 2015 – Kraków, Polska – Kraków Arena
25. 24 lutego 2015 – Londyn, Anglia – Wembley Arena
26. 26 lutego 2015 – Liverpool, Anglia – Echo Arena
27. 27 lutego 2015 – Sheffield, Anglia – Sheffield Motorpoint Arena